# Tharandt
Tharandt est une ville de Saxe (Allemagne), située dans l'arrondissement de Suisse-Saxonne-Monts-Métallifères-de-l'Est, dans le district de Dresde. Elle est réputée pour les ruines de son château fort et son école forestière. Ce fut un séjour apprécié des auteurs phares du mouvement littéraire du Sturm und Drang au début du XIXe siècle.

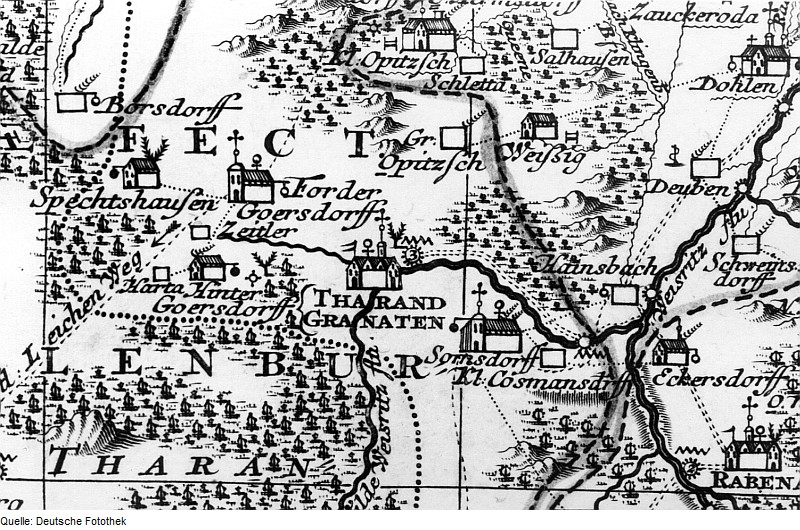
Tharand ou Granaten et se lieux-dits d'après une carte du XVIIIe siècle.
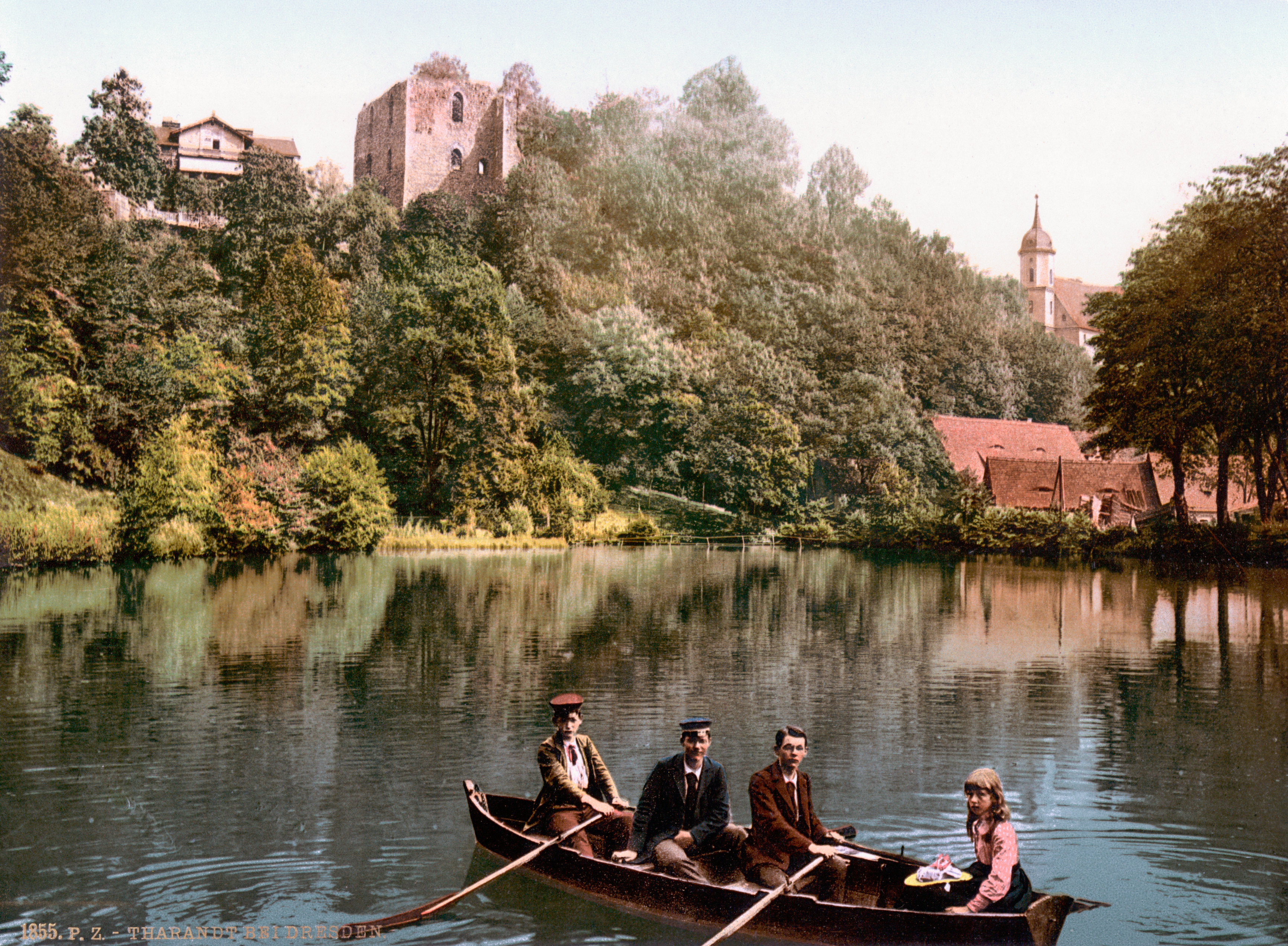
Les ruines du château et l'église vers 1900

## Personnalités liées à la ville
- Gerhard Palitzsch (1913-1944), militaire né à Großopitz.